# Алла-Аккаярви
Алла-Аккаярви (Алла-Акка-ярви; фин. Ala-Akkajärvi — Нижнее Аккаярви) — озеро в России (Мурманская область, Печенгский район). Площадь по данным госреестра — 19,3 км². Водосборная площадь — 716 км².
У озера находится посёлок Приречный.
Место охоты и рыболовства.
В 2009 году предложено создание памятника природы «Болота у озера Алла-Аккаярви», предмет охраны: «Места обитания редких видов птиц, занесенных в Красные книги разных рангов. Ключевая орнитологическая территория России» площадью 6,6 тыс. га.
Связано с озёрами Вартяур, Вешяур, Киешяур, Киэккяур, Юля-Аккаярви.

## Данные водного реестра
Код объекта — 02010000311101000001999.